# Bardoli
Bardoli è una suddivisione dell'India, classificata come municipality, di 51.963 abitanti, situata nel distretto di Surat, nello stato federato del Gujarat. In base al numero di abitanti la città rientra nella classe II (da 50.000 a 99.999 persone).

## Geografia fisica
La città è situata a 21° 7' 0 N e 73° 7' 0 E e ha un'altitudine di 21 m s.l.m..

## Società

### Evoluzione demografica
Al censimento del 2001 la popolazione di Bardoli assommava a 51.963 persone, delle quali 26.701 maschi e 25.262 femmine. I bambini di età inferiore o uguale ai sei anni assommavano a 4.800, dei quali 2.606 maschi e 2.194 femmine. Infine, coloro che erano in grado di saper almeno leggere e scrivere erano 38.252, dei quali 20.527 maschi e 17.725 femmine.